# درة شرقية زرقاء الوجه
الدُّرَّة الشرقية زرقاء الوجه (الاسم العلمي: Northiella haematogaster) أي «درة نورث دموية البطن»، والمعروف أيضًا باسم الدرة الكبرى زرقاء الوجه، هو ببغاء أسترالي، وهو أحد نوعَي جنس ببغاء نورث الصغير (الاسم العلمي: Northiella). أُدرجت في الأصل ضمن جنس الببغاء الفسيفسائي (الاسم العلمي: Psephotus) ولكن بسبب الاختلافات الجسدية والسلوكية المميزة، أعاد عالمي الطيور وخبيرا تصنيف الأحياء كريستيديس وبولز تصنيفها إلى جنس خاص به في عام 1994.